# 212 (Azealia Banks)
212 è un singolo della rapper statunitense Azealia Banks, pubblicato il 16 marzo 2012 come primo estratto dal primo EP 1991.

## Descrizione
La canzone prende il nome dal prefisso 212 che copre la zona di Harlem, dove la Banks è cresciuta. Campiona il brano Float My Boat di Lazy Jay, che è accreditato nella traccia, ed è stata scelta come disco della settimana da Nick Grimshaw della BBC Radio 1.

## Accoglienza
La canzone ha ricevuto recensioni molto positive e riconoscimenti, i critici lodarono lo stile versatile del rap della Banks così come le sue capacità canore.
Il The Guardian fece una recensione molto positiva della canzone inserendola al secondo posto nella sua lista delle migliori canzoni del 2011. Nella recensione, Michael Cragg elogiò il brano definendolo "un sorprendente [brano di] tre minuti e mezzo di carattere" così come "incredibile". Carrie Battan di Pitchfork si complimentò per il suo "imprevedibile range vocale" aggiungendo, "cambia personaggi e stili con disinvoltura, senza sforzo. Senza cuciture." La canzone è poi compresa alla nona posizione delle migliori tracce del 2011 secondo il sito, sopra Kanye West, Drake e Adele.

## Video musicale
Un videoclip per accompagnare l'uscita di 212 è stato pubblicato su YouTube il 12 settembre 2011 con una lunghezza totale di tre minuti e ventisei secondi. Nel video si vede la rapper che balla di fronte ad un muro di mattoni con primi piani quando rappa. Nel video è presente anche l'artista elettronico canadese Lunice. Ha anche ricevuto consensi positivi ed oltre 100.000.000 di visualizzazioni su YouTube.

## Tracce
Download digitale
1. 212 (feat. Lazy Jay) – 3:25 (Jef Martens, Azealia Banks)

## Classifiche
| Classifica (2011-12) | Posizione massima |
| -------------------- | ----------------- |
| Australia            | 90                |
| Australia (Urban)    | 20                |
| Belgio (Fiandre)     | 17                |
| Belgio (Vallonia)    | 34                |
| Irlanda              | 7                 |
| Paesi Bassi          | 17                |
| Regno Unito          | 12                |
| Scozia               | 12                |

## Date di pubblicazione
| Paese       | Data di pubblicazione | Formato           | Etichetta  |
| ----------- | --------------------- | ----------------- | ---------- |
| Regno Unito | 16 marzo 2012         | Download digitale | Polydor    |
| Stati Uniti | 5 giugno 2012         | Airplay           | Interscope |